# João Portugal
João Carlos Gil Santos, mais conhecido como João Portugal (Vieira de Leiria, 18 de Janeiro de 1973), é um cantor e fotógrafo português. Tornou-se conhecido quando formou uma das primeiras boy band portuguesas, os Excesso. 
Praticou também futebol no clube amador do Outeirense e trabalha no ramo da fotografia.

## Carreira
João Portugal começou por participar em pequenas séries televisivas. Em 1994 participou no concurso Chuva de Estrelas e em 1996 participou no Festival RTP da Canção, com a canção "Top Model (Check In, Check Out)", ficando em penúltimo lugar. Teve ainda uma pequena participação numa peça de teatro do roteirista Filipe La Féria. 
Fez parte da boy band portuguesa Excesso. Depois do fim da banda, editou vários álbuns afastando-se cada vez mais da imagem de artista pop juvenil.
O seu álbum de estreia, Luz foi editado em 2000.  
Em 2001 colaborou com Susana no tema, Vida. No Natal de 2001, editou o tema Sempre Feliz Natal em que os direitos reverteram para a associação Abraço. No mesmo ano é convidado para dar voz ao genérico do programa Big Brother 2 com o tema Tudo Pode Acontecer.
Em 2002 lança o disco Venha Quem Vier, logo de seguida interpreta o genérico do Big Brother Famosos 1 com o seu single Agora Podes Ver. 
Em 2003, gravou o álbum Acústico ao vivo no Café da Ponte em Lisboa, vendendo 28.000 discos.
Em 2008, com o lançamento do álbum O Melhor de João Portugal, iniciou então uma fase de grande reconhecimento público, particularmente devido ao genérico da novela Flor do Mar.
Fez uma versão do tema "Esta Balada Que Te Dou", que apareceu na banda sonora da novela Anjo Meu, da TVI. 
A partir de então não lançou mais discos e abandonou a carreira musical. Após abandonar a carreira musical , tornou-se fotógrafo profissional até aos dias de hoje.
Em 2021 voltou com a sua carreira musical com uma nova versão de "Esta Balada Que Te Dou". 

## Televisão
- Todos ao Palco (1996)
- Uma Aventura - Professor Fraga (2000)

## Discografia
- Luz (2000)
- Sempre Feliz Natal (single)
- Venha Quem Vier (2002)
- Agora Podes Ver (2002)
- Acústico (2003)
- A Outra Metade (2004)
- O Melhor de João Portugal (2008)
- Esta Balada Que Te Dou (2021) - single